# Полет 830 на „Пан Ам“
Полет 830 на „Пан Ам“ е редовен международен пътнически полет от международното летище „Ню Токио“, Токио, Япония, до международното летище „Лос Анджелис“, Лос Анджелис, Калифорния, Съединените американски щати, с междинно спиране на международното летище „Хонулулу“, Хонулулу, Хаваи, управляван от „Пан Ам“. На 11 август 1982 г. самолетът „Боинг 747-121“, който изпълнява полета, е повреден от бомба, поставена на борда. Въпреки повредата капитан Джеймс Е. „Шкипър“ О'Халоран III, първи офицер Рей Шулър и инженер Нийл Х. Нордквист успяват да кацнат безопасно в Хонолулу. Един човек е убит, докато 284 оцеляват; 16 от тях са ранени.
Бомбата е поставена от Мохамед Рашед, йорданец, свързан с „Организацията 15 май“. През 1988 г. той е арестуван в Гърция и осъден за убийство на 15 г. затвор. Освободен условно през 1996 г., след като излежава осем години. По-късно е екстрадиран в Съединените американски щати от Египет през 1998 г., за да бъде изправен пред съда. През 2006 г., като част от споразумение за признаване на вината, той е осъден на още седем години във федерален затвор. Съгласно споразумението му с американските прокурори за предоставяне на информация за други терористични заговори Мохамед е освободен от затвора през март 2013 г., но остава във федерално съоръжение за задържане на имигранти в щата Ню Йорк в очакване на депортиране. Преместен е в Мавритания през 2016 г.
Хюсейн Мохамед ал-Умари също е обвинен в бомбения атентат и през 2009 г. е включен в списъка на най-търсените терористи от ФБР. На 24 ноември 2009 г. Държавният департамент обявява награда до 5 милиона щ. д. за залавянето му, тогава на около 73 години. Предишната награда от 200 000 щ. д. не довежда до никакви резултати. Към март 2022 г. той все още е на свобода.